# 智能狂拼
智能狂拼是一种基于中文语言模型（CLM）技术的汉语拼音输入法，與其他中文輸入法相比，最大的特色是能夠執行整句輸入。與微軟拼音、黑马神拼和拼音之星的語句輸入類似。

## 開發历史
2000年，智能狂拼推出第一个版本《智能狂拼Ⅰ》，并使用整句输入的模式。之后，中文之星公司又推出了《智能狂拼Ⅱ》，这个版本对安装包体积进行压缩并定位为收费软件。《智能狂拼Ⅲ》在开发过程中半途而废，中止开发的《智能狂拼Ⅲ》被命名为《智能狂拼Ⅲ共享版》并提供免费地下载。
《智能狂拼Ⅲ》终止开发后，部分中文之星的成员从该公司出走成立天索公司，并在经过中文之星同意后重新进行智能狂拼开发。新软件最初被命名为《智能狂拼Ⅲ.3》，后来该输入法开始按年号计算版本号，比如2007贺岁版、2008公测版。Ⅲ.3版本及其之后的版本进行了彻底的重新撰寫。《智能狂拼Ⅲ.3》借鉴自然码辅助码模式提出了一套相比于自然码更加宽泛的辅助码模式，2007贺岁版借鉴了网友提出的下标定位思想，2008公测版又推出了声母定位系統。

## 主要特色
- 整句输入性能，通过一次性打出一个长句拼音的方式进行输入。
- 下标定位功能方便了整句输入过程中对于长句中个别识别错误的地方进行定位修改。
- 自定义的狂拼是允许用户根据自己的需要对输入法的设置进行全面的自定义，表现为：
  1. 用户可自定义快捷功能键，智能狂拼的几乎所有的功能快捷键都支持用户自定义。
  2. 对于双拼用户，可以选择自己的双拼方案，也可以自定义自己习惯的双拼方案，对于每一套双拼方案，狂拼还支持微软的零声母模式。
  3. 支持自定义的辅助码码表，并且支持自定义码表的句末辅助码方式。
  4. 自定义标点功能。
- 借鉴了其他输入法的一些特色功能，比如自定义编码等。但这些功能并非机械地照搬，而是被设计成了适合整句输入法的模式。
- 带有语境学习功能，可以通过输入法自带的学习功能产生适合于使用者特定习惯的输入语境。